# Aristóbulo del Valle (miasto)
Aristóbulo del Valle – miasto w Argentynie, w prowincji Misiones, w departamencie Cainguás.
Według danych szacunkowych na rok 2010 miejscowość liczyła 12 375 mieszkańców.